# Ichneumon melanosomus
Ichneumon melanosomus är en stekelart som beskrevs av Wesmael 1855. Ichneumon melanosomus ingår i släktet Ichneumon och familjen brokparasitsteklar. Arten är reproducerande i Sverige. Inga underarter finns listade i Catalogue of Life.